# Batyr Borjakow
Batyr Annaýewiç Borjakow (ur. 27 lutego 1989) – turkmeński zapaśnik walczący w stylu wolnym. Zajął siedemnaste miejsce na mistrzostwach świata w 2018. Piąty na igrzyskach azjatyckich w 2018 i dwunasty w 2014. Dziesiąty na mistrzostwach Azji w 2012 i 2014. Siódmy na igrzyskach solidarności islamskiej w 2017. Brązowy medalista halowych igrzysk azjatyckich w 2017 roku.
Absolwent National Institute of Sports and Tourism of Turkmenistan w Aszchabadzie.